# Реакція Гаттермана
Реакція Гаттермана — формілювання фенолів або їхніх ефірів дією HCN та HCl в присутності кислот Льюїса (хлорид алюмінію, хлорид міді(I), хлорид цинку та ін.) як каталізаторів. Реакція була відкрита Людвігом Гаттерманом у 1898 році.
Щоб уникнути застосування отруйної синильної кислоти, Роджер Адамс в 1923 році модифікував умови реакції, замінивши ціановодень ціанідом цинку. Це дозволило з ціаніду цинку та HCl отримувати безпосередньо в реакційній суміші HCN і безводний хлорид цинку, який відіграє роль слабкої кислоти Льюїса (а, отже, і каталізатора реакції).
Використовуючи цю модифікацію, можна отримувати вихід альдегідів з фенолів та їх ефірів понад 90 %, і підвищити вихід реакцій з ароматичними вуглеводнями.
Модифікація Л. Хінкеля (відкрита в 1936 р.) передбачає використання як каталізатора AlCl3·2HCl в хлорбензолі та 1,2-дихлоретані, що дозволяє формілювати багатоядерні ароматичні вуглеводні, зокрема фенантрен.
Крім того, замість ціанідів для введення формільної групи можна використовувати нетоксичний і легкодоступний симетричний 1,3,5-тріазин. Цей метод забезпечує високі виходи альдегідів при формілюванні алкілбензолів, фенолів, ефірів фенолів, конденсованих вуглеводнів та гетероциклічних сполук.